# Hylaeus sinensis
Hylaeus sinensis är en biart som beskrevs av Dathe 2005. Hylaeus sinensis ingår i släktet citronbin, och familjen korttungebin. Inga underarter finns listade i Catalogue of Life.